# Arctia aphenges
Arctia aphenges är en fjärilsart som beskrevs av Smith 1958. Arctia aphenges ingår i släktet Arctia och familjen björnspinnare. Inga underarter finns listade i Catalogue of Life.